# Pello Olaberria
Pello Olaberria Arruabarrena, nacido el 28 de septiembre de 1994 en Motiloa, es un ciclista español. Debutó como profesional con el equipo Euskadi Basque Country–Murias Taldea en 2016. El 7 de noviembre de 2017 anunció su retirada del ciclismo tras dos temporadas como profesional y con 23 años de edad al no encontrar un nuevo equipo.

## Palmarés
- Aun no ha conseguido ninguna victoria como profesional

## Equipos
- Euskadi Basque Country–Murias Taldea (2016)